# Касанего (Тревизо)
Касанего је насеље у Италији у округу Тревизо, региону Венето.
Према процени из 2011. у насељу је живело 103 становника. Насеље се налази на надморској висини од 378 м.